# Macra
Macra (L'Arma in piemontesisch und in Okzitanische Sprache|okzitanisch) ist eine Gemeinde in der italienischen Provinz Cuneo (CN), Region Piemont. Macra ist Mitglied in der Bergkommune Comunità Montana Valle Maira. 

## Lage und Einwohner
Macra liegt knapp 40 km westlich von der Provinzhauptstadt Cuneo auf einer Höhe von 875 m über dem Meeresspiegel im alpinen Valle Maira. Das Gemeindegebiet umfasst eine Fläche von 24 km² und hat 45 Einwohner (Stand 31. Dezember 2023). Zur Gemeinde zählen auch die zwei Fraktionen (Frazioni) Albaretto und Camoglieres.
Die Nachbargemeinden sind Celle di Macra, Marmora, Sampeyre, San Damiano Macra und Stroppo.

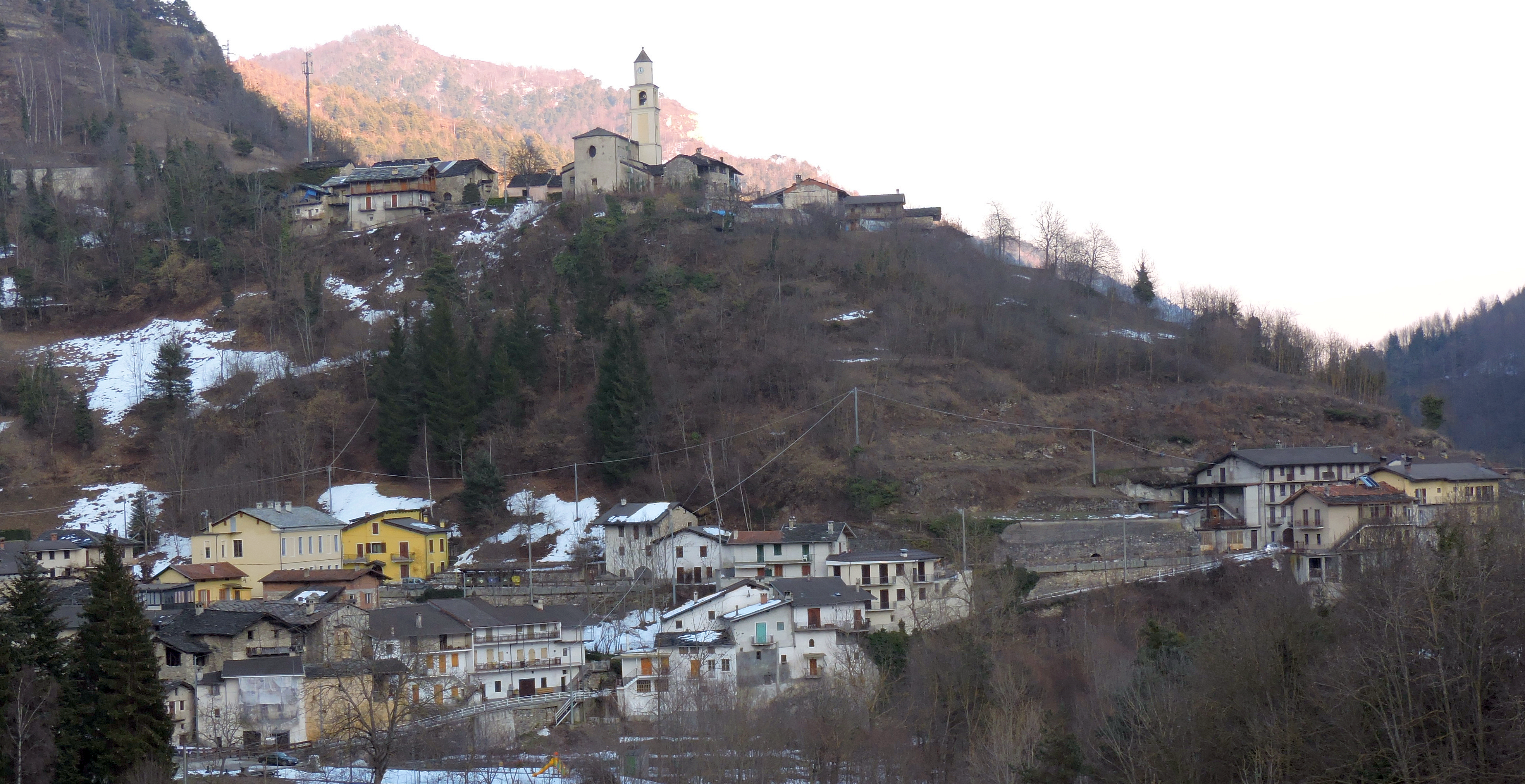
Panorama

## Geschichte

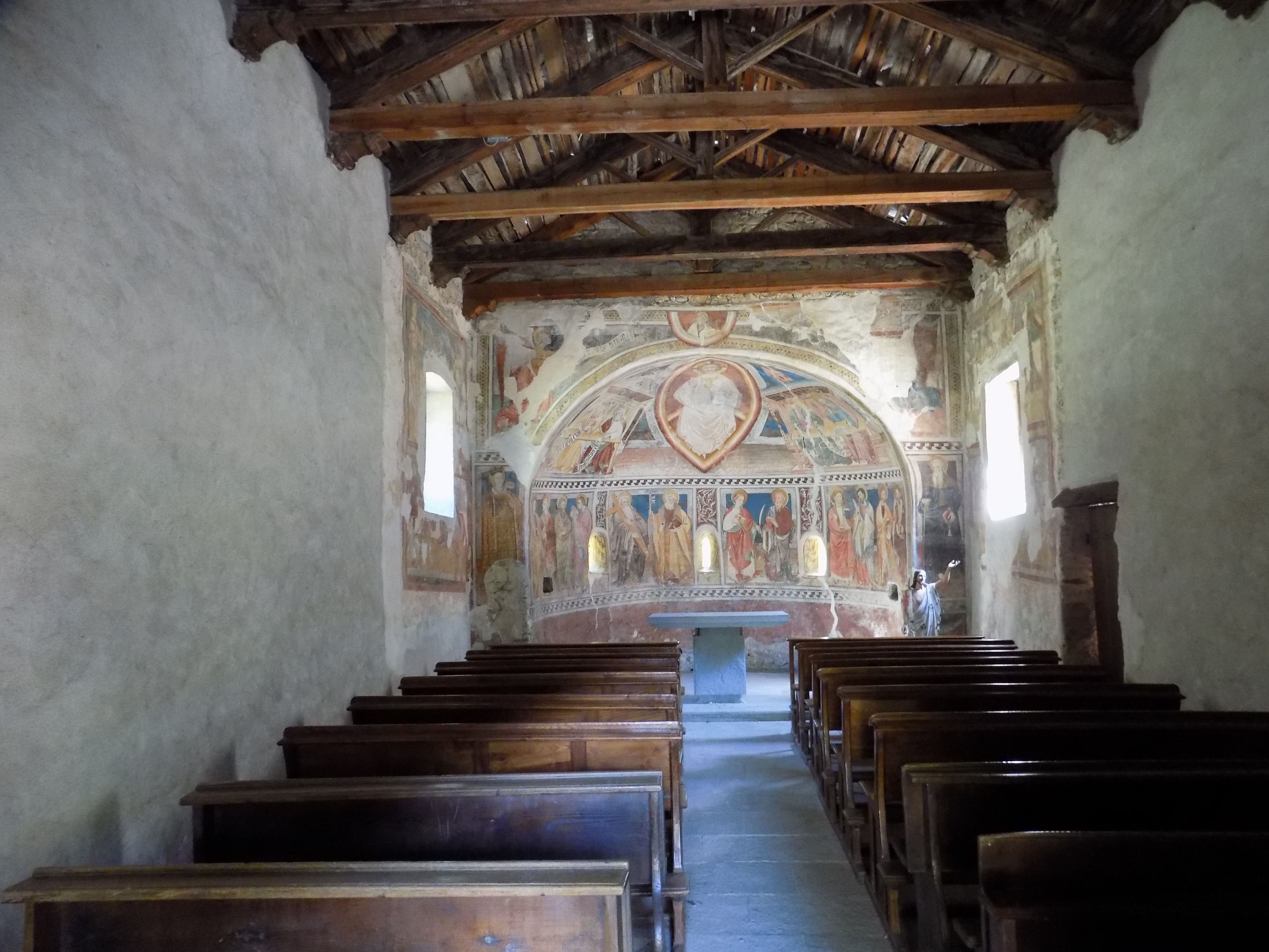
Kirche San Salvatore

Der Ortsname leitet sich vom Namen des Flusses Maira ab, der durch das Gebiet fließt und in der mittelalterlichen Dokumentation von 1026 als „Curtis Magra“ erwähnt wird. Es gibt aber nur wenige historische Informationen über die frühen Ereignisse des Dorfes und seine Ursprünge sind ungewiss. Nach der Herrschaft der Markgrafen von Saluzzo im Jahr 1601 gelangte die Gemeinde mit dem Vertrag von Lyon unter die Kontrolle der Savoyer. Aufgrund seiner exponierten Lage war es im Laufe der Jahrhunderte Schauplatz des Durchzugs aller Truppen, die das Tal durchquerten.

## Sehenswürdigkeiten
- Die Kapelle San Pietro, die sich im kleineren Ortskern von Camoglieres befindet.
- Die Kirche San Salvatore, die zu den ältesten im Tal zählt. Sie wurde zu Beginn des 12. Jahrhunderts erbaut, weist eine sehr einfache Struktur auf und zeichnet sich durch die wertvollen Fresken aus, die den Apsisbereich und die Seitenwände bedecken.